# Stupid Fat Americans
Stupid Fat Americans – EP amerykańskiego poppunkowego zespołu Zebrahead. Album został wydany tylko w Japonii. Okładka nawiązuje do poprzedniego albumu Playmate of the Year.

## Lista utworów
1. "Wasted" – 3:29
2. "Chrome" (wersja demo) – 2:43
3. "Swing" (wersja demo) – 2:39
4. "Deck the Halls (I Hate Christmas)" z intrem – 3:56
5. "Jag Off" (na żywo) – 3:14
6. "Someday" (na żywo) – 3:31
7. "Get Back" (na żywo) – 3:27

## Twórcy
- Justin Mauriello – gitara rytmiczna, śpiew
- Ali Tabatabaee – śpiew
- Greg Bergdorf – gitara prowadząca
- Ben Osmundson – gitara basowa
- Ed Udhus – perkusja

## Pozycje na listach przebojów
| Lista  | Najwyższa pozycja |
| ------ | ----------------- |
| Oricon | 85                |